# Milan Černigoj
Milan Černigoj, slovenski arhitekt, * 9. marec 1912, Tolmin, † 4. april 1978, Maribor.
Milan Černigoj, brat arhitekta Jaroslava Černigoja je leta 1934  diplomiral na ljubljanski Tehniški fakulteti pri prof. J. Plečniku. Kot samostojen projektant se je uveljavil šele v petdesetih letih 20. stoletja s pomembnimi deli v Mariboru in okolici (železniška postaja, hotel Slavija, kombinat Lesnoindustrijskega podjetja v Limbušu).